# ザック・デローシュ
ザカリー・ディクソン・デローシュ（Zachary Dixon DeLoach、1998年8月18日 - ）は、 アメリカ合衆国テキサス州ダラス郡アービング出身のプロ野球選手（外野手）。右投左打。MLBのシカゴ・ホワイトソックス傘下所属。

## 経歴

### プロ入りとマリナーズ傘下時代
2020年のMLBドラフト2巡目（全体43位）でシアトル・マリナーズから指名され、プロ入り。この年はCOVID-19の影響でマイナーリーグの試合が開催されなかったため、公式戦の出場は無かった。
2021年、傘下のA+級エバレット・アクアソックスでプロデビュー。AA級アーカンソー・トラベラーズでもプレーし、2チーム合計で107試合に出場して打率.277、14本塁打、59打点、7盗塁を記録した。オフにはアリゾナ・フォールリーグに参加し、ピオリア・ハベリーナズに所属した。
2022年はAA級アーカンソーでプレーし、114試合に出場して打率.258、14本塁打、73打点、4盗塁を記録した。
2023年はAAA級タコマ・レイニアーズでプレーし、138試合に出場して打率.286、23本塁打、88打点、8盗塁を記録した。オフの11月14日にはルール・ファイブ・ドラフトでの流出を防ぐために40人枠入りした。

### ホワイトソックス時代
2024年2月3日にグレゴリー・サントスとのトレードで、プリランダー・ベローア、2024年の戦力均衡ラウンドBドラフト指名権（全体69位）と共にシカゴ・ホワイトソックスへ移籍した。5月22日に負傷者リスト入りしたエロイ・ヒメネスに代わりアクティブ・ロースター入りすると、同日のトロント・ブルージェイズ戦に「8番・右翼手」で先発出場し、メジャーデビューを果たした。この年メジャーでは22試合に出場して打率.209、1本塁打、5打点を記録した。
2025年2月3日にジェイコブ・アマヤをウェイバー公示で獲得したことに伴ってDFAとなり、7日にAAA級シャーロット・ナイツに降格した。なお、同年のスプリングトレーニングには招待選手として参加する。

## プレースタイル
平均以上の走力を備え、中堅手を中心に外野3ポジションをそつなくこなせる能力を持つ。一方で突出した武器が無いため、将来は「第4の外野手」に落ち着くだろうと予想する声がある。

## 詳細情報

### 年度別打撃成績
| 年 度    | 球 団    | 試 合 | 打 席 | 打 数 | 得 点 | 安 打 | 二 塁 打 | 三 塁 打 | 本 塁 打 | 塁 打 | 打 点 | 盗 塁 | 盗 塁 死 | 犠 打 | 犠 飛 | 四 球 | 敬 遠 | 死 球 | 三 振 | 併 殺 打 | 打 率 | 出 塁 率 | 長 打 率 | O P S |
| -------- | -------- | ----- | ----- | ----- | ----- | ----- | -------- | -------- | -------- | ----- | ----- | ----- | -------- | ----- | ----- | ----- | ----- | ----- | ----- | -------- | ----- | -------- | -------- | ----- |
| 2024     | CWS      | 22    | 75    | 67    | 10    | 14    | 5        | 0        | 1        | 22    | 5     | 0     | 1        | 0     | 0     | 8     | 0     | 0     | 21    | 0        | .209  | .293     | .328     | .621  |
| MLB：1年 | MLB：1年 | 22    | 75    | 67    | 10    | 14    | 5        | 0        | 1        | 22    | 5     | 0     | 1        | 0     | 0     | 8     | 0     | 0     | 21    | 0        | .209  | .293     | .328     | .621  |

- 2024年度シーズン終了時

### 年度別守備成績
| 年 度 | 球 団 | 左翼（LF） | 左翼（LF） | 左翼（LF） | 左翼（LF） | 左翼（LF） | 左翼（LF） | 中堅（CF） | 中堅（CF） | 中堅（CF） | 中堅（CF） | 中堅（CF） | 中堅（CF） | 右翼（RF） | 右翼（RF） | 右翼（RF） | 右翼（RF） | 右翼（RF） | 右翼（RF） |
| 年 度 | 球 団 | 試 合      | 刺 殺      | 補 殺      | 失 策      | 併 殺      | 守 備 率   | 試 合      | 刺 殺      | 補 殺      | 失 策      | 併 殺      | 守 備 率   | 試 合      | 刺 殺      | 補 殺      | 失 策      | 併 殺      | 守 備 率   |
| ----- | ----- | ---------- | ---------- | ---------- | ---------- | ---------- | ---------- | ---------- | ---------- | ---------- | ---------- | ---------- | ---------- | ---------- | ---------- | ---------- | ---------- | ---------- | ---------- |
| 2024  | CWS   | 6          | 15         | 1          | 0          | 0          | 1.000      | 1          | 5          | 0          | 0          | 0          | 1.000      | 10         | 17         | 0          | 0          | 0          | 1.000      |
| MLB   | MLB   | 6          | 15         | 1          | 0          | 0          | 1.000      | 1          | 5          | 0          | 0          | 0          | 1.000      | 10         | 17         | 0          | 0          | 0          | 1.000      |

- 2024年度シーズン終了時

### 背番号
- 31（2024年）